# Monsieur Vincent
Monsieur Vincent è un film del 1947 diretto da Maurice Cloche.
Vinse l'Oscar al miglior film in lingua straniera ed al suo interprete principale Pierre Fresnay fu attribuita la Coppa Volpi per la migliore interpretazione maschile alla Mostra Internazionale d'Arte Cinematografica di Venezia.

## Riconoscimenti
- 1949 - Premio Oscar
  - Miglior film in lingua straniera (Francia)
- 1950 - Golden Globe
  - Candidatura come miglior film promotore di amicizia internazionale
- 1947 - Festival di Venezia
  - Premio internazionale per il miglior attore a Pierre Fresnay
  - Candidatura al Leone d'oro a Maurice Cloche
- 1949 - Premio BAFTA
  - Candidatura come miglior film